# Лудвиг Гойгингер
Лудвиг Гойгингер (на немски: Ludwig Goiginger) е австро-унгарски лейтенант фелдмаршал, служил през Първата световна война.

## Биография

### Ранни години
Лудвиг Гойгингер е роден на 11 август 1863 година във Верона, Австро-Унгария, днес в Италия. Завършва гимназия във Залцбург, след което влиза във военноинженерско кадетско училище във Виена през 1881 година. В 1884 година служи в Кремс и достига чин лейтененат. След като учи във военната академия между 1888 и 1890 година, той е назначен в корпуса на Генералния щаб като адютант и получава постоянна длъжност през 1893 година. Повишен е в чин полковник през 1906 година. Между 1907 и 1908 година е военен асистент на Австро-унгарската мисия, част от международната мисия за контрол на Османската жандармерия в Македония, и води сражения с въоръжени чети около Скопие в Косовския вилает. 
След около 20 години активна служба, той получава командването на новооснованата 122-а пехотна бригада в Брунек на 27 февруари 1912 година, която е част от 8-а пехотна дивизия (FML Johann Freiherr von Kirchbach auf Lauterbach), а той е повишен в майор генерал през май 1912 година.

### Семейство и последни години
Неговият по-стар брат Хайнрих Гойгингер (1861 – 1927) през войната достига чин Фелдцунгмейстер (младши артилерийски офицер).
Лудвиг Гойгингер се пенсионира от военна служба на 1 януари 1919 година и се оттегля в Република Германска Австрия, в Грац-Нойстифт, където умира през 1931 година.